# Chiesa di San Leonardo (Provesano)
La chiesa di san Leonardo è la parrocchiale di Provesano, frazione di San Giorgio della Richinvelda, in provincia di Pordenone e diocesi di Concordia-Pordenone; fa parte della forania di Spilimbergo.

## Storia
La chiesa si separa dalla pieve di San Giorgio prima del 1392. Nella seconda metà del XV secolo viene ampliata, affrescata ed arricchita di opere scultoree. L'attuale aspetto neoclassico risale al 1828.

## Interno
Nel 1496 viene chiamato Gianfrancesco da Tolmezzo per  dipingere il presbiterio con i quattro Dottori della Chiesa e otto Apostoli nella volta. In seguito dipinse la Crocifissione nella parete di fondo, Storie della Passione di Cristo nelle pareti e sul basamento il Paradiso, l'Inferno e gli Apostoli. Sull'arco trionfale sono presenti San Rocco e San Sebastiano nei pilastri e, nell'intradosso, i mezzi busti delle Sante Orsola, Marta, Apollonia, Lucia, Agata, Caterina d'Alessandria, Barbara, Rosa da Viterbo, Agnese e Maddalena. Gli affreschi riflettono gusti nordici nelle scene della Passione (tipologie dei volti, insistenza della linea, affollamento dei personaggi, impaginazione, espressionismo violento e drammatico), riconducibili a Martin Schongauer, anche se vi sono evidenti influenze venete.

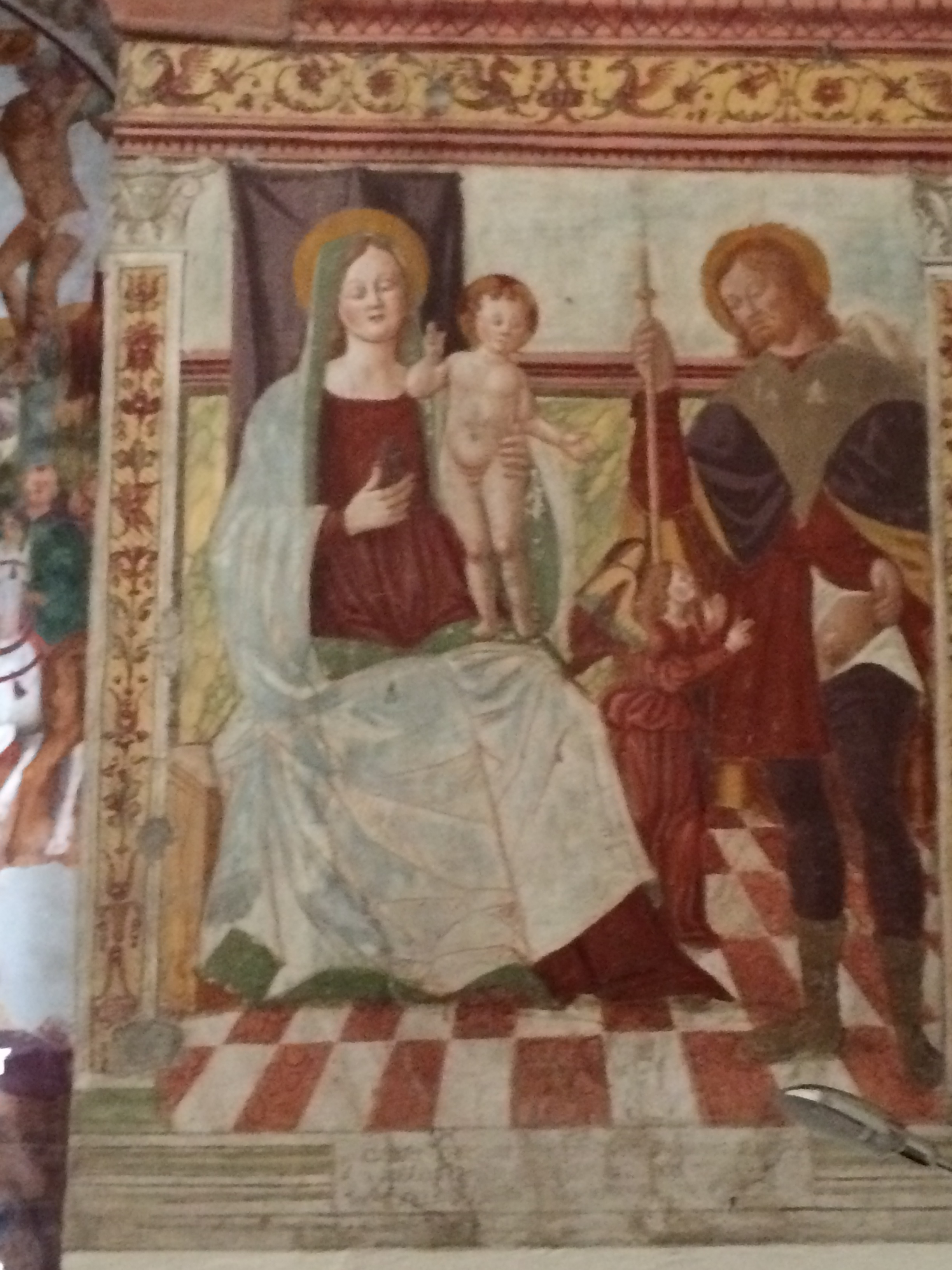
Sacra Famiglia con San Rocco

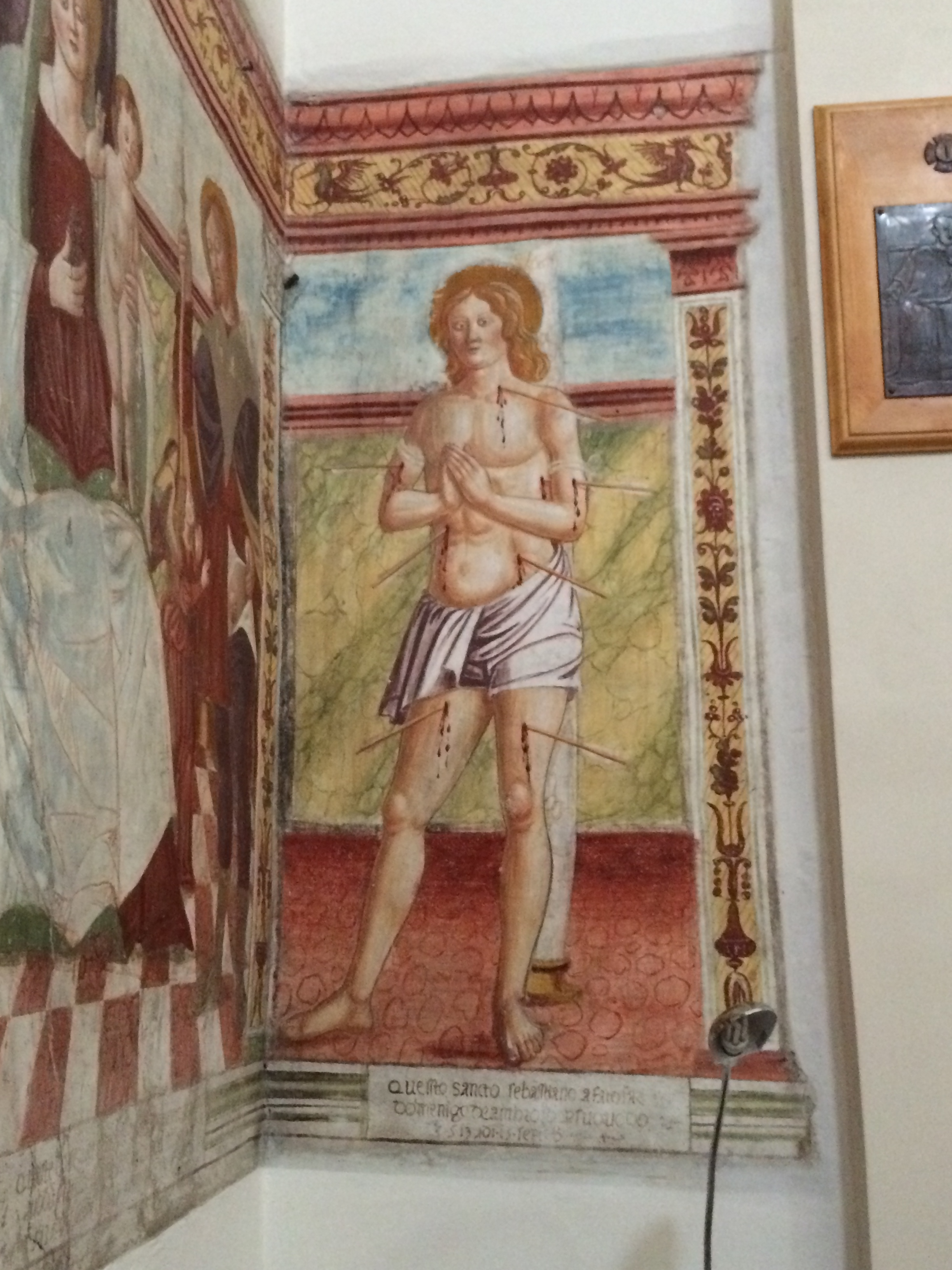
San Sebastiano

Sono presenti due affreschi realizzati da Pietro da San Vito e datati 1513, raffiguranti la Madonna con il Bambino e San Rocco con un angelo sulla parete di fondo dell'arco trionfale, e San Sebastiano sull'adiacente parete, in ricordo dello scampato pericolo dalla peste del 1511.